# エルンスト1世 (ザクセン＝ゴータ＝アルテンブルク公)

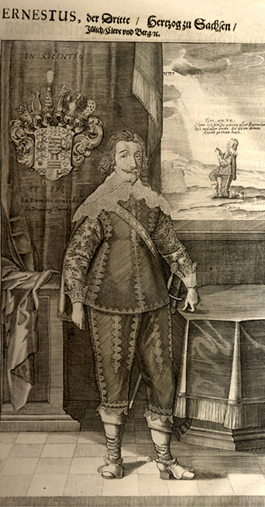
エルンスト1世敬虔公

エルンスト1世（ドイツ語:Ernst I., 1601年12月25日 - 1675年3月26日）は、ザクセン＝ゴータ公（在位：1640年 - 1675年）。1672年に妻の実家ザクセン＝アルテンブルク公国をも継承し、これがザクセン＝ゴータ＝アルテンブルク公国創設につながった。敬虔公（der Fromme）の異名で呼ばれる。

## 生涯
エルンスト1世はザクセン＝ヴァイマル公ヨハンとその妃でアンハルト侯ヨアヒム・エルンストの娘であるドロテア・マリアの間の9男、実質的な6男として生まれた。1640年に兄弟達との分割相続協定に従い、ゴータを獲得している。
エルンスト1世は教育や宗教政策に熱心で、彼の領内の農民達は公爵が建設した文法学校に通い、都市民や貴族よりも良い教育を授けられたと言われている。またエルンスト1世の晩年には、彼の領国の領民の中には読み書きの出来ない者は一人もいなかったとされている。エルンスト1世はまたゴータに中等学校を建設し、この学校は非常に高い評判を得て、ドイツ諸国のみならずスウェーデン、ロシア、ポーランド、ハンガリーからも留学生がやって来た。エルンスト1世はイェーナ大学の発展にも尽くし、大学の経営資金を増やしたり研究に関する規制を設けたりしたが、この規制は非常に宗教色の強いものだった。信心深いエルンスト1世は教会の諸事に関しても干渉を繰り返し、「祈る人エルンスト」というあだ名を付けられている。
エルンスト1世のプロテスタント促進政策は自領内に止まらなかった。エルンスト1世は神聖ローマ皇帝に対し、皇帝の治めるオーストリアに住むルター派信徒を自分の領国に引き取りたいと嘆願を行っている。エルンスト1世はモスクワにドイツ人のためのルター派福音主義教会を建設するのを支援し、ロシアのツァーリとも友好関係を結んだ。エチオピアにルター派信仰を広めるべく宣教師を送り込んだものの、成功しなかった。同じくプロテスタント勢力の発展に熱心な国家指導者だったオリバー・クロムウェルは、エルンスト1世を最も聡明な君主の一人に数えている。
1672年、妻エリーザベト・ゾフィアの実家ザクセン＝アルテンブルク公爵家の当主フリードリヒ・ヴィルヘルム3世が未成年で子供もなく死んだため、エルンスト1世がザクセン＝アルテンブルク公を引き継いだ。

## 子女
1636年10月24日、同族のザクセン＝アルテンブルク公ヨハン・フィリップの娘エリーザベト・ゾフィアと結婚した。夫妻は18人の子女をもうけた。
- ヨハン・エルンスト（1638年）
- エリーザベト・ドロテア（1640年 - 1709年） - 1666年、ヘッセン＝ダルムシュタット方伯ルートヴィヒ6世と結婚
- ヨハン・エルンスト（1641年 - 1657年）
- クリスティアン（1642年）
- ゾフィー（1643年 - 1657年）
- ヨハンナ（1645年 - 1657年）
- フリードリヒ1世（1646年 - 1691年） - ザクセン＝ゴータ＝アルテンブルク公
- アルブレヒト（1648年 - 1699年） - ザクセン＝コーブルク公
- ベルンハルト1世（1649年 - 1706年） - ザクセン＝マイニンゲン公
- ハインリヒ（1650年 - 1710年） - ザクセン＝レムヒルト公
- クリスティアン（1653年 - 1707年） - ザクセン＝アイゼンベルク公
- ドロテア・マリア（1654年 - 1682年）
- エルンスト（1655年 - 1715年） - ザクセン＝ヒルトブルクハウゼン公
- ヨハン・フィリップ（1657年）
- ヨハン・エルンスト（1658年 - 1729年） - ザクセン＝コーブルク＝ザールフェルト公
- ヨハンナ・エリーザベト（1660年）
- ヨハン・フィリップ（1661年 - 1662年）
- ゾフィー・エリーザベト（1663年）